# Daihatsu Applause
Daihatsu Applause (type A1) var en lille mellemklassebil bygget af Daihatsu mellem juni 1989 og maj 2000.
Selv om bilen lignede en sedan, var bagklappen hængslet oven over bagruden som på en combi coupé; dette var den eneste karrosserivariant, som Applause fandtes i i hele sin levetid. Dette koncept blev også benyttet på den to år senere introducerede SEAT Toledo. Škoda Superb II genoplivede idéen i 2008, med en todelt bagklap.

## Historie
Da Daihatsu var Toyotas bilmærke med speciale i små biler, var små mellemklassebiler den største bilstørrelse, som firmaet producerede. Da den forældede Charmant skulle afløses, ville firmaet prøve noget nyt, nemlig at forene en sedans design med et femdørskarrosseris fleksibilitet. Som resultat af denne idé blev Applause præsenteret på Geneve Motor Show i 1989.

### Facelifts

#### 1992
I efteråret 1992 fik bilen et lettere facelift med let ændret front og bagende samt let øget længde. Samtidig udgik karburatormotoren.
- Daihatsu Applause (1992–1997)

Endnu et mindre facelift fandt sted i 1994 med let ændret bagende og kølergrill. Samtidig udgik den firehjulstrukne version.

#### 1997
Selv om Applause så meget moderne ud og ved sin introduktion i 1989 sagtens kunne konkurrere med andre bilmodeller i samme størrelsesklasse, begyndte den efter otte år på markedet at virke forældet og mindre end nyere konkurrenter. Daihatsu fandt det dog økonomisk urentabelt at erstatte bilen med en helt ny model, men valgte i stedet at give den endnu et facelift i håb om at øge de faldende salgstal.
På det 57. Frankfurt Motor Show i september 1997 blev der derfor præsenteret en kraftigt faceliftet Applause. Dette facelift omfattede en kromkølergrill, udvidet kabineudstyr og mere moderne bagende. Bilen var dog teknisk set uændret, inklusiv bagagerumskapaciteten.
- Daihatsu Applause (1997–2000)
- Bagfra

Dette facelift hjalp dog ikke på de lave salgstal, så derfor valgte Daihatsu i maj 2000 at indstille produktionen uden nogen direkte efterfølger til eksportmarkederne. Bilen gjaldt som robust og tilforladelig.
I Japan overtog Daihatsu Altis, som var en omdøbt Toyota Camry, rollen som Daihatsus største personbil.

## Udstyrsvarianter
Modelvarianterne fandtes i flere forskellige udstyrsvarianter. I den første serie hed basismodellen Li. XiL-modellen havde derudover servostyring, el-ruder og delt bagsæde. Derudover fandtes varianterne XiL Automatik med tretrins automatgear og ZiL med firehjulstræk.
Efter det første facelift i 1992 hed basismodellen fortsat Li, og derover lå modellen Xi med servostyring. Afledt af Xi-modellen fandtes modellerne Xi Automatik med tretrins automatgear og Zi med firehjulstræk og tromlebremser bagtil.
I rammerne af det store facelift i 1997 blev antallet af udstyrsvarianter reduceret til to. Ud over basismodellen Xi havde XiC-modellen klimaanlæg. Begge varianter kunne i stedet for den standardmonterede femtrins manuelle gearkasse leveres med firetrins automatgear.

## Tekniske data
|                                                | 1.6                            |                                             |                                 |
| Byggeperiode                                   | 6/1989−10/1992                 | 6/1989−5/1997                               | 6/1997−5/2000                   |
| Motordata                                      |                                |                                             |                                 |
| Motorkode                                      | HD-C/F                         | HD-E                                        | HD-E                            |
| Motortype                                      | R4-benzinmotor                 | R4-benzinmotor                              | R4-benzinmotor                  |
| Antal ventiler pr. cylinder                    | 4                              | 4                                           | 4                               |
| Ventilstyring                                  | OHC, tandrem                   | OHC, tandrem                                | OHC, tandrem                    |
| Fødesystem                                     | Karburator                     | Multipoint                                  | Multipoint                      |
| Trykladning                                    | –                              | –                                           | –                               |
| Køling                                         | Vandkøling                     | Vandkøling                                  | Vandkøling                      |
| Boring × slaglængde                            | 76,0 × 87,6 mm                 | 76,0 × 87,6 mm                              | 76,0 × 87,6 mm                  |
| Slagvolume                                     | 1590 cm³                       | 1590 cm³                                    | 1590 cm³                        |
| Kompressionsforhold                            | 9,5:1                          | 9,5:1                                       | 10,5:1                          |
| Maks. effekt ved omdr./min.                    | 67 kW (91 hk) 6000             | 77 kW (105 hk) 6000                         | 73 kW (99 hk) 6000              |
| Maks. drejningsmoment ved omdr./min.           | 130 Nm 3500                    | 134 Nm 4800                                 | 138 Nm 3600                     |
| Kraftoverførsel                                |                                |                                             |                                 |
| Drivende hjul (standardudstyr)                 | Forhjul                        | Forhjul                                     | Forhjul                         |
| Drivende hjul (ekstraudstyr)                   | –                              | Alle                                        | –                               |
| Gearkasse (standardudstyr)                     | 5-trins manuel                 | 5-trins manuel                              | 5-trins manuel                  |
| Gearkasse (ekstraudstyr)                       | 3-trins automatisk             | 3-trins automatisk                          | 4-trins automatisk              |
| Præstationer1                                  |                                |                                             |                                 |
| Topfart                                        | 175 km/t                       | 185 km/t (175 km/t) [180 km/t]              | 180 km/t (175 km/t)             |
| Acceleration 0-100 km/t                        | 10,8 sek.                      | 9,8 sek. (10,2 sek.) [10,2 sek.]            | 9,8 sek. (10,2 sek.)            |
| Brændstofforbrug pr. 100 km ved blandet kørsel | 7,2 liter Blyfri/ blyholdig 95 | 7,2 liter (8,1 liter) [7,9 liter] Blyfri 91 | 7,2 liter (7,9 liter) Blyfri 95 |

Motorerne i Daihatsu Applause er af fabrikanten ikke frigivet til brug med E10-brændstof.